# 차미연
차미연(1976년 1월 28일~)은 대한민국의 아나운서다.

## 학력
- 연세대학교 생명공학과

## 경력
| 연도            | 사항                           |
| --------------- | ------------------------------ |
| 2000 ~ 현재     | MBC 공채 아나운서              |
|                 | MBC 아나운서 협회장            |
| 2019.2 ~ 2021.2 | 제18대 한국아나운서연합회 회장 |
| 2020.3 ~ 2023.5 | MBC 아나운서국 아나운서 1부장  |
| 2023.5 ~ 2024.2 | MBC 아나운서국 아나운서 1팀장  |
| 2024.2 ~        | MBC 아나운서국장               |

## 진행

### 뉴스
- MBC 뉴스와 경제 (2007년 1월 2일 ~ 2007년 11월 2일)
- MBC 뉴스 24 (2007년 11월 5일 ~ 2008년 3월 21일)
- MBC 930 뉴스 (2008년 3월 24일 ~ 2009년 4월 24일)
- MBC 1045 뉴스 (2009년 4월 27일 ~ 2010년 10월 29일)
- MBC 12시 뉴스 (2011년 11월 28일 ~ 2012년 1월 27일)
- MBC 정오뉴스 (2015년 1월 5일 ~ 2015년 7월 31일)
- MBC 생활뉴스 (2014년 5월 12일 ~ 2014년 7월 4일)
- 5 MBC 뉴스 (2017년 12월 26일 ~ 2018년 3월 9일)
- 2시 뉴스외전 (2018년 9월 10일 ~ 2018년 11월 2일)

### 교양 프로그램
- 문화사색
- 출발! 비디오 여행
- 우리말 나들이
- 요리보고 세계보고
- MBC 연중기획 교육이 미래다
- 공감 특별한 세상
- 통일전망대 (2019년 6월 15일 ~ 2023년 12월 23일)

### 라디오 프로그램
- 라디오 북클럽 차미연입니다 (2012년 12월 16일 ~ 2013년 3월 24일)
- 손에 잡히는 경제 차미연입니다
- 출발, 주말세상 차미연입니다
- 차미연의 음악 에세이
- 모두가 사랑이예요